# Emir Kusturica and The No Smoking Orchestra
Pour les articles homonymes, voir No Smoking.
Emir Kusturica and the No Smoking Orchestra (parfois simplement appelé The No Smoking Orchestra) est un groupe serbo-bosnien de rock. Il est issu de la décomposition de Zabranjeno pušenje, groupe de garage rock très populaire dans toute l'ex-Yougoslavie et formé en 1980 à Sarajevo.

## Histoire
Le groupe est formé en Yougoslavie. Entre deux films, Emir Kusturica intègre le groupe en 1986 en tant que bassiste pour un album et une tournée. Lorsque la guerre éclate, le groupe se divise en deux parties. Une partie des membres garde le nom d'origine et produit d'autres albums notamment à Zagreb ; tandis que les autres membres se reforment en 1994 à Belgrade et forment le No Smoking Orchestra. Dès lors, ils produisent les musiques des films d'Emir Kusturica, et effectuent plusieurs tournées mondiales.
En 1999, ils donnent un concert à Venise avec Joe Strummer, qui appellera leur musique « le son du futur » (Super 8 Stories). En 2001, Kusturica réalise un documentaire retraçant le parcours du groupe, Super 8 Stories. En 2005 paraît un DVD de leur concert du 5 mars de la même année à Buenos Aires, en Argentine.
En 2005, à l'occasion du Festival de Cannes dont le président du jury est Kusturica, ils jouent sur la Croisette et sont accompagnés aux percussions par Javier Bardem. En 2008, lors de leur concert à Madrid, Diego Maradona, présent dans le public, les rejoint sur scène et est présenté à la fin du concert par Nele Karajlić comme le « Kusturica du football », tandis que Kusturica est annoncé comme le « Maradona du cinéma » (selon le site web officiel). 
Le groupe a déjà joué dans divers pays comme la France en 2010 et le Royaume-Uni (Écosse) en 2012.

## Membres

### Membres actuels
- Emir Kusturica - guitare rythmique, guitare solo, chœurs (depuis 1998)
- Dejan Sparavalo - violon, chœurs (depuis 1996)
- Stribor Kusturica - batterie, percussions, chœurs (depuis 1996)
- Zoran Milošević (Zoki) - accordéon (depuis 1998)
- Nenad Petrović (Neša) - saxophone (depuis 1999)
- Zoran Marjanović (Čeda) - percussions, batterie (depuis 2001)
- Goran Popović (Pop) - tuba, trompette, guitare basse (depuis 2001)

### Anciens membres
- Nenad Janković (Dr. Nele Karajlić) - voix, chœurs, clavier (1993-2012)
- Dražen Janković (Herr Dralle Draugentaller) - clavier, orgue, chœurs (1996-2018 ; son décès)
- Goran Markovski (Glava Markovsky) - guitare basse, balalaïka basse (1996-2005)
- Goran Jakovljević (Terry) - guitare (1996-1998)
- Aleksandar Balaban - tuba, trompette (1998-2001)
- Nenad Gajin (Coce) - guitare solo, guitare rythmique, guitare acoustique (1999-2004)
- Ivan Maksimović - guitare solo, guitare rythmique, guitare acoustique, bouzouki (2004-2019 ; son décès)

## Discographie
- 1984 : Das ist Walter (en tant que Zabranjeno pušenje)
- 1985 : Dok cekas sabah sa sejtanom (littéralement « En attendant le sabbat avec le diable ») (en tant que Zabranjeno pušenje)
- 1987 : Pozdrav iz zemlje safari (littéralement « Meilleurs vœux du pays des safaris ») (en tant que Zabranjeno pušenje)
- 1989 : Male price o velikoj ljubavi (littéralement « Petite histoire d'un grand amour ») (en tant que Zabranjeno pušenje)
- 1997 : Ja nisam odavde (littéralement « Je ne suis pas d'ici ») (en tant que Zabranjeno pušenje)
- 1998 : Chat noir, chat blanc (bande originale du film Chat noir, chat blanc d'Emir Kusturica)
- 2000 : Unza Unza Time
- 2004 : La vie est un miracle (bande originale du film La vie est un miracle d'Emir Kusturica)
- 2005 : Live is a Miracle In Buenos Aires (enregistrement public)
- 2007 : Time of the Gypsies (adaptation de la bande originale du film Le Temps des Gitans version opéra-punk)
- 2009 : The Best of Emir Kusturica and The No Smoking Orchestra
- 2018 : Corps diplomatique

## Filmographie
- 2001 : Super 8 Stories (documentaire)
- 2005 : The No Smoking Orchestra : Live is a miracle in Buenos Aires (enregistrement public)